# فدريكو ألاسيو
فدريكو الاسيو (بالإيطالية: Federico Allasio)‏ لاعب كرة قدم ايطالي في مركز الوسط (ولد في تورينو ، 30 مايو من العام 1914) بدأ مسيرته الكروية مع نادي نادي تورينو الإيطالي، ولعب لـ نادي جنوى. وبعد اعتزاله عمل مدربا لـ نادي كالياري.
فدريكو هو والد الممثلة الايطالية ماريزا الاسيو